# 帕特里斯·热拉尔
帕特里斯·热拉尔（法語：Patrice Gélard，1938年8月3日—2020年6月25日），法国政治人物，前参议院议员。

## 生平
1938年生于法国瓦尔省土伦。先后毕业于巴黎法学院和法国国立东方语言文化学院，从事苏联和俄罗斯研究。曾在勒阿弗尔大学和鲁昂-诺曼底大学任教。1983年，当选勒阿弗尔市议员。1995年至2008年，担任勒阿弗尔副市长。1995年至2014年，担任参议院议员。2008年至2014年，担任圣阿德雷斯市长。2014年11月离开政界。2020年6月25日在圣阿德雷斯的家中逝世。